# Wohn- und Wirtschaftsgebäude Kleiner Klosterweg 13
Das Wohn- und Wirtschaftsgebäude Kleiner Klosterweg 13 in Hude, Ortsteil Maibusch, wurde Anfang des 19. Jahrhunderts gebaut.
Das Haus wird heute weitgehend als Wohnhaus genutzt.
Das Gebäude steht unter Denkmalschutz (siehe auch Liste der Baudenkmale in Hude (Oldenburg)).

## Geschichte
Das eingeschossige Gebäude als Zweiständer-Hallenhaus in Fachwerk mit Steinausfachungen und erhaltenem Innengerüst, mit Krüppelwalmdach wurde wohl um 1850 gebaut. Ein weiteres Nebengebäude steht neben dem Haupthaus.
Das Niedersächsische Landesamt für Denkmalpflege befand: „… geschichtliche Bedeutung … als beispielhaftes spätes Fachwerkhallenhaus aus der Mitte des 19. Jhs. …“